# مغناطیس‌سپهر مشتری
مغناطیس‌سپهر مشتری (انگلیسی: Magnetosphere of Jupiter) حفره ایجادشده در باد خورشیدی مشتری به واسطهٔ میدان مغناطیسی است. این مغناطیس‌سپهر، ۱۴ برابر مغناطیس‌سپهر کره زمین است و بین ۴/۲ گاوس در بخش استوایی مشتری تا ۱۴ الی ۱۰ گاوس در نواحی قطبی مشتری متغیر است که همین موضوع باعث شده تا مغناطیس‌سپهر این سیاره، قوی‌ترین و قدرتمندترین مغناطیس‌سپهر منظومه شمسی باشد. آیو قمر مشتری منبع بسیار قوی پلاسما است و در هر ثانیه، مغناطیس این سیاره را با ۱۰۰۰ کیلوگرم ماده جدید لود (بارگیری) می‌کند.
مغناطیس‌سپهر مشتری همانند کره زمین به طور عمده ۲ قطبی است و قطب‌های شمالی و جنوبی در انتهای محوری مغناطیسی و یگانه قرار دارند. میزان تاثیر بادهای خورشیدی بر پویایی این مغناطیس در حال‌حاضر ناشناخته است با این حال، در مواقع افزایش فعالیت‌ خورشیدی می‌تواند به ویژه قوی باشد. مشتری منبع قدرتمند موج‌های رادیویی در مناطق طیفی است که از چند کیلوهرتز تا ده‌ها مگاهرتز گسترش دارد. این در حالی است که میزان انتشار در محدوده ۳ تا ۴۰ مگاهرتز به عنوان تابش دهلیزی یا به اختصار DAM شناخته می‌شود. تعدیل DAM مشتری توسط آیو (قمر) در سال ۱۹۶۴ کشف شد و امکان دوره چرخش دقیق مشتری را فراهم آورد. انتشار شفق در تمام قسمت‌های طیف الکترومغناطیسی تشخیص داده‌شده است.

## نگارخانه

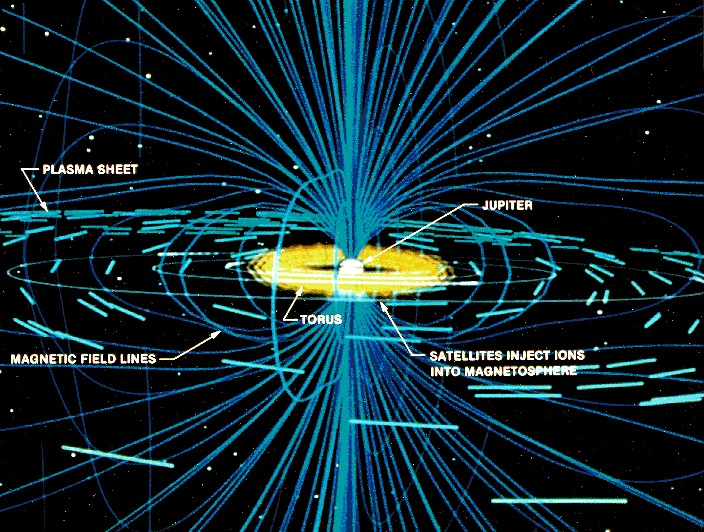
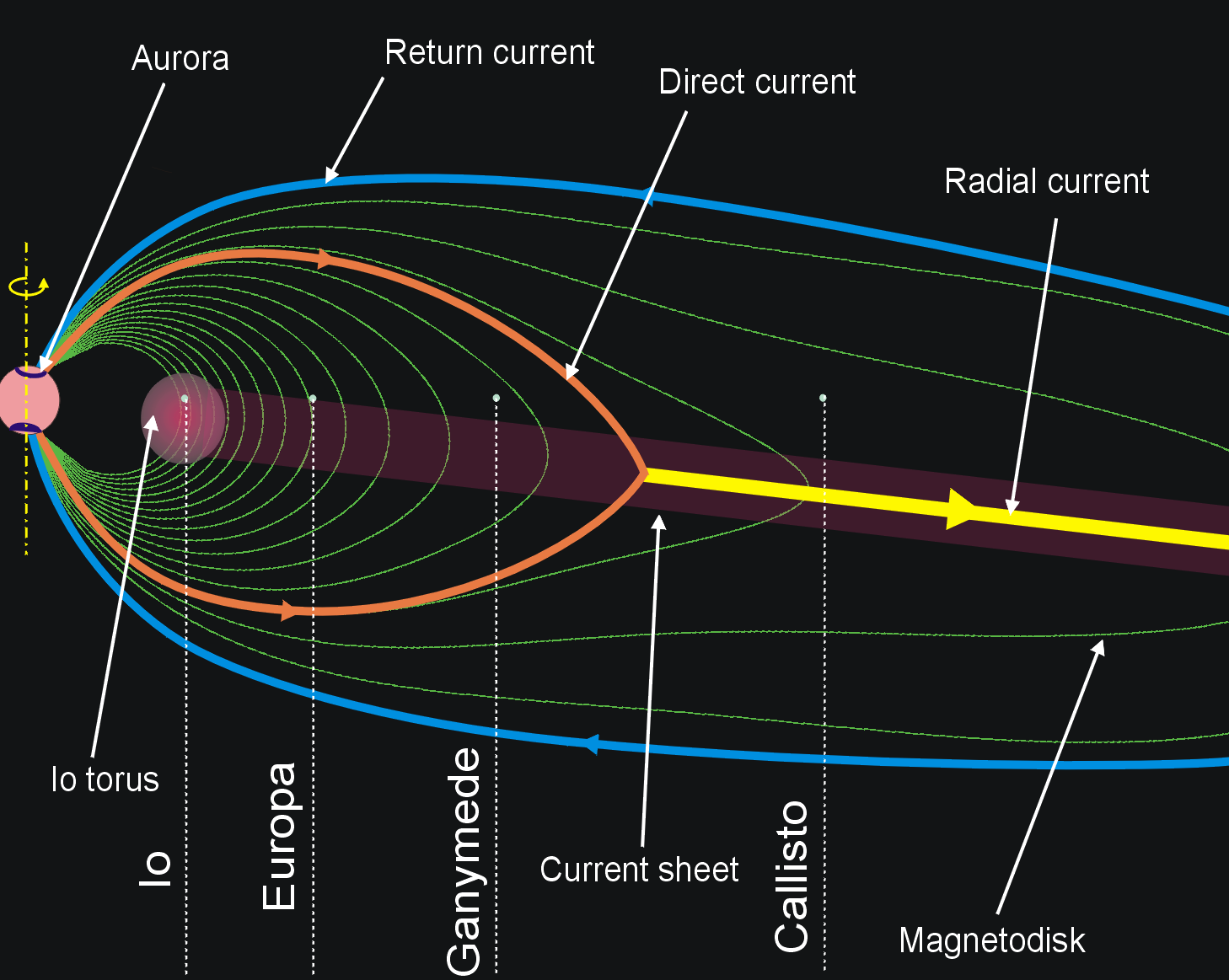